# 천관팅 (1986년)
천관팅(중국어 정체자: 陳冠廷, 병음: Chén Guàntíng, 1986년 4월 5일 ~ )은 타이완의 정치인으로, 2015년 핑둥현 제3선거구이자 2020년 비례대표의 입법위원으로 당선된다.